# رود غرابر
رود غرابر (بالإنجليزية: Rod Graber)‏ هو لاعب كرة قاعدة أمريكي، ولد في 20 يونيو 1930 في ماسيلون في الولايات المتحدة، وتوفي في 5 ديسمبر 2014 في سان دييغو في الولايات المتحدة.

## وصلات خارجية
- رود غرابر على موقعبيزبول رفرنس.كوم (الدوري الرئيسي) (الإنجليزية)